# 汪豐富
汪豐富（1931年9月—2004年7月20日），臺灣嘉義縣阿里山鄉達邦部落鄒族人，醫師，為第八屆醫療奉獻獎得主。

## 生平

### 在學期間
第八屆醫療獎得主汪豐富為1931年9月生於阿里山達邦部落。1945年，他從國校畢業時，只會講鄒族母語和日語，國民黨政府便把他們這一屆畢業生留級學習國語教育，兩年後，就讀嘉義農業專科學校森林科，從初級班一路唸到高級班。
1958年，政府為了彌補山地醫療人力不足，招考有高中學歷的原住民青年就讀山地醫師專科班。第一屆專科班錄取名額三十人，卻僅二十人達錄取標準，主辦單位見只好放寬報考資格，二度招生，汪豐富這才得以高職學歷報考，成為第一屆山地醫師專科班學生，進入高雄醫學院。汪豐富回憶，一般醫學系七年才修得完的課程，在快速養成教育體制下的專科班，硬縮為四年，不僅要利用星期例假日留校補課，即使到了夜晚，也常在校長杜聰明要求下加強英文能力。

### 衛生所期間
1963年7月，汪豐富開始擔任故鄉的衛生所主任。
當時全鄉只有汪豐富這位醫生，族人生病不是求助部落的巫醫，就只好翻山越嶺，來到衛生所找保健員看病。阿里山鄉幅員遼闊，面積將近有嘉義縣三分之一大，部落與部落間相隔甚遠，過去既無公路相通，又乏公共電話等通訊器材，平時只能仰賴各部落警駐所的手搖警用電話連絡。對於交通，僅靠阿里山森林鐵路，出入相當不方便。部分無法處理的急重症患者，只能用揹或扛的，一路送到嘉義市就醫，像是位於溪谷深處的達邦，沿著羊腸小徑爬到十字路車站或奮起湖車站，少說也要三、四小時，搭上兩天只有一班的森林小火車到嘉義市，還要再花上三、四小時。若要衛生所就醫，以達邦、特富野為中心，最近的里加部落遠在十八公里外，走一趟至少三個小時，最遠的茶山部落，距離六十公里，足足要走上一天。不堪長途折騰而死亡的病患，比比皆是。
雖然嘉義基督教醫院創辦人戴德森會固定每月來阿里山原住民部落巡迴問診，但不是常駐醫生。1968年到1974年，他因到美國專研骨科等因素不在臺灣。
過去山地居民常罹患腸胃炎等急性疾病，汪豐富總在夜晚接到突發急症患者的求診電話。一次半夜有人打電話求救，汪豐富害怕穿越森林，選擇留在家裡陪伴妻小，未出門應診，結果隔天清晨一覺醒來，族人已不治死亡，於是他發誓，此後儘管夜再黑、風再大，隨時出診。他往往走到半途就遇到病家派人來告知不必去了，憶起往事，他還會自責是自己走太慢了。
依規定，山地醫師只需回山地部落服務十年，即可申請調職或離職，汪豐富服務期滿後，眼看後繼無人，便放棄了開業及高升的機會，選擇留下來。他總耐心看完診，等病情穩定後才打道回府，全鄉上下把他當成家人。
1989年3月27日，汪豐富以長老身分會同兩大社頭目汪念月、汪傳發，到竹崎鄉圓崇國小和吳鳳後裔吳世榮見面。
1997年1月14日，汪豐富屆齡退休，由新任醫師汪俊立接棒。

### 私人診所期間
汪豐富從衛生所退休後自己開設讀診所有別於其他醫療單位的固定巡診方式，提供機動性的出診服務。除了繼續看病外，還出任行政皖原住民委員會委員，會籲請中央重視原住民的酗酒問題，最後，終於如願促成公務人員上班時間不得喝酒的禁令。晚年時，受心臟病、糖尿病所苦。雖然身體不佳，但只要有人求診，還是照樣出診。
家人常勸汪豐富退休，但因山區醫療不足，他就說要做到不能做為止。2013年，嘉義市天主教聖馬爾定醫院為在阿里山區籌設醫院募款而拍攝山區醫療紀錄片，汪豐富接受訪談時提及留在山區服務的鄒族醫師包括他與第二任衛生所主任退休的汪俊立皆垂垂老矣，且罹患慢性疾病，憂心後繼無人，亟盼有生之年能看到山區建造醫院，提供完善的醫療服務。
2004年7月20日，汪豐富因身體不適，但南三村有人需要他看診，便請人開車前往，上午10點半許看完診返家途中突然心臟病發，先送到聖馬爾定醫院在阿里山公路旁的醫療站急救，再轉送下山到聖馬爾定醫院搶救，於下午1點餘宣告不治。